# Zasłonak karłowaty

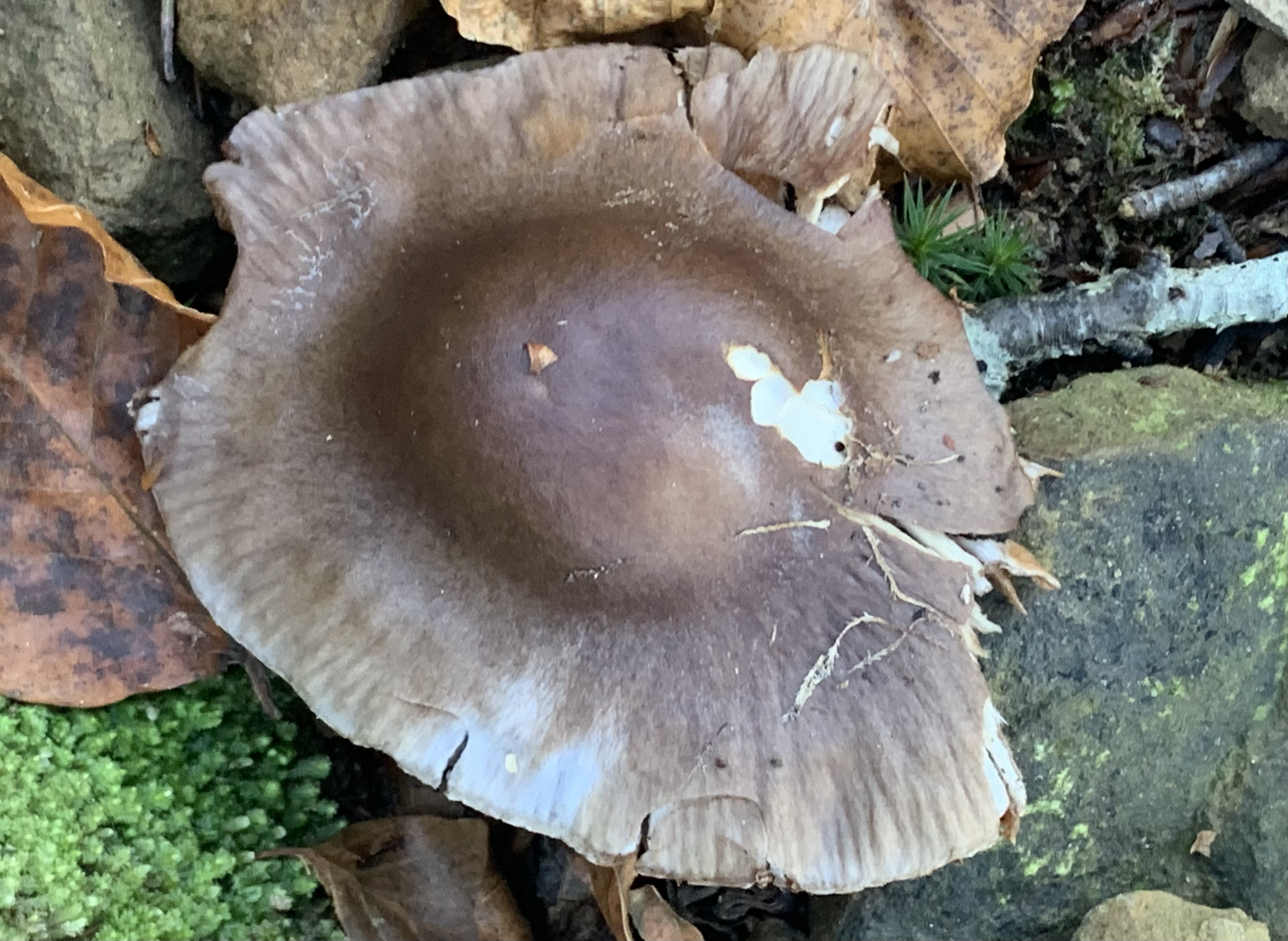

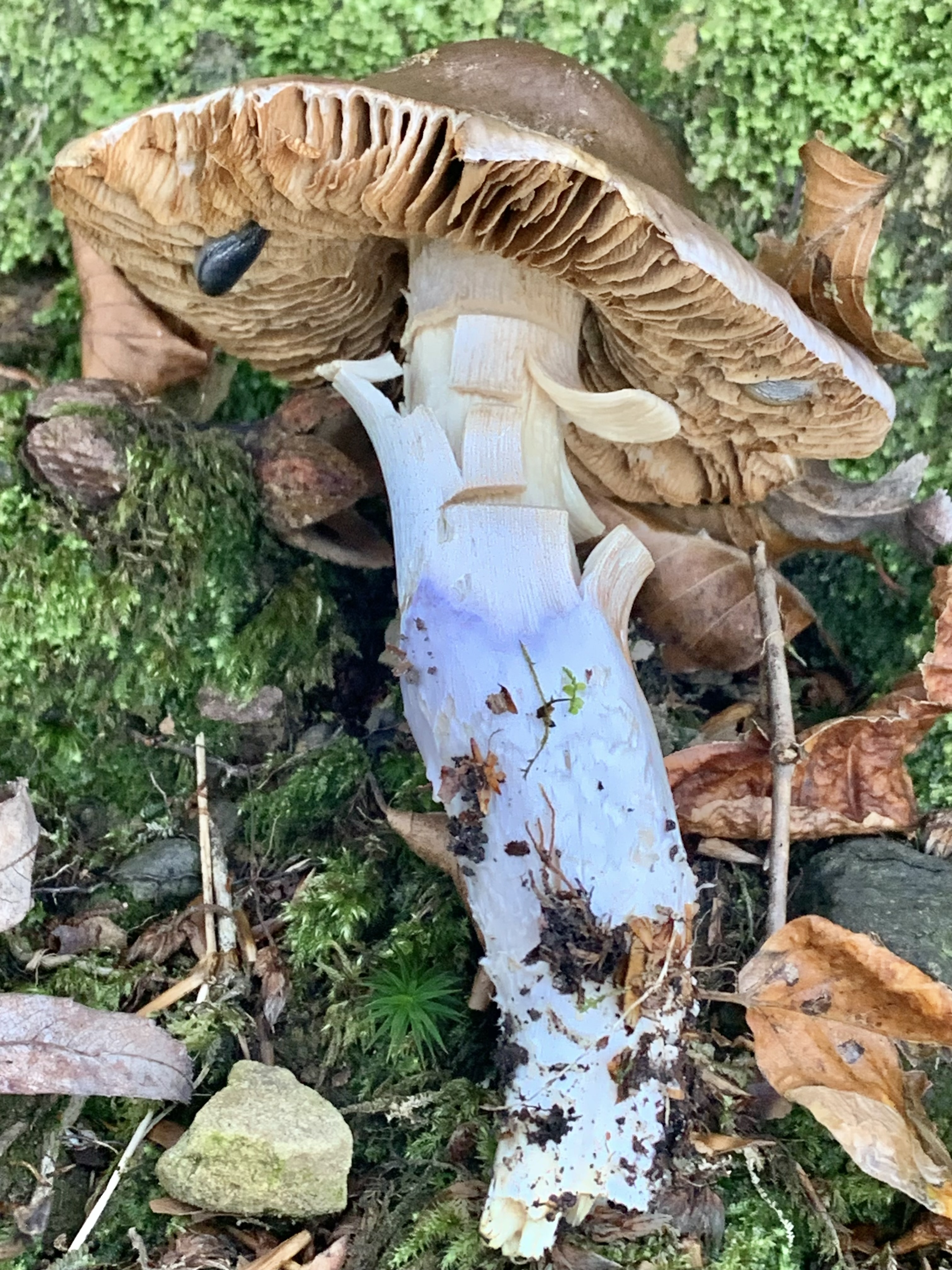

Zasłonak karłowaty (Cortinarius livido-ochraceus (Berk.) Berk.) – gatunek grzybów należący do rodziny zasłonakowatych (Cortinariaceae).

## Systematyka i nazewnictwo
Pozycja w klasyfikacji według Index Fungorum: Cortinarius, Cortinariaceae, Agaricales, Agaricomycetidae, Agaricomycetes, Agaricomycotina, Basidiomycota, Fungi.
Po raz pierwszy opisał go w 1836 r. Miles Joseph Berkeley, nadając mu nazwę Agaricus livido-ochraceus. W 1860 r. ten sam autor przeniósł go do rodzaju Cortinarius. Niektóre inne synonimy:
- Cortinarius livido-ochraceus subsp. elatior Melot 1989
- Cortinarius livido-ochraceus var. elatior (Melot) Blanco-Dios 2018
- Cortinarius pumilus (Fr.) J.E. Lange 1940
- Myxacium pumilum (Fr.) M.M. Moser 1955

Polska nazwa jest kontrowersyjna. Andrzej Nespiak w 1975 r. dla gatunku C. livido-ochraceus (Berk.) Berk. nadał nazwę zasłonak wyniosły, jednak taką samą nazwę ma C. elatior Fr. Gatunkowi C. pumilus (Fr.) J.E. Lange A. Nespiak nadał nazwę zasłonak karłowaty, według Index Fungorum jest to synonim C. livido-ochraceus (Berk.) Berk. W internetowym atlasie grzybów obydwa gatunki (C. elatior i C. livido-ochraceus) mają nazwę zasłonak wyniosły, jest to jednak niezgodne z zasadami nomenklatury botanicznej. Polskie nazewnictwo tych gatunków wymaga dopracowania.

## Morfologia
Kapelusz
Średnica 6–12 cm, u młodych okazów kloszowaty, u starszych rozpostarty. Powierzchnia bardzo lepka i prawie do środka karbowana o barwie od brązowej przez oliwkowobrązową do ciemnobrązowej, brzeg z fioletowym odcieniem.
Blaszki
Wycięte, bardzo szerokie, początkowo bladordzawooliwkowe bez fioletowego odcienia, potem oliwkowordzawobrązowawe. Krawędzie wyraźnie karbowane i jaśniejsze z liliowym odcieniem.
Trzon
Wysokość 10–15 cm, grubość 1,5–2,5 cm, na środku rozszerzony, z podstawą częściowo zagłębioną w podłożu, u starszych okazów pusty. Powierzchnia z szarofioletowym odcieniem, w dolnej części bardziej fioletowa.
Miąższ
Blady, o łagodnym smaku i bez wyraźnego zapachu.

## Występowanie i siedlisko
Znane jest jego występowanie w Ameryce Północnej, Europie i Azji. Najwięcej stanowisk podano w Europie. W Polsce do 2003 r. podano 4 stanowiska, w późniejszych latach podano wiele następnych. Najbardziej aktualne stanowiska podaje internetowy atlas grzybów. Znajduje się w nim na liście gatunków zagrożonych i wartych objęcia ochroną.
Grzyb mykoryzowy występujący w lasach liściastych i mieszanych, zwłaszcza pod bukami.

## Znaczenie
Nie zaleca się zbierania w celach spożywczych żadnego gatunku zasłonaka; ich odróżnienie jest trudne, na ogół są to grzyby niejadalne lub trujące, niektóre nawet śmiertelnie.